# Eumannia lhommaria
Eumannia lhommaria là một loài bướm đêm trong họ Geometridae.